# 岩手県道299号花巻南インター線
岩手県道299号花巻南インター線（いわてけんどう299ごう はなまきみなみインターせん）は、岩手県花巻市を通る一般県道である。

## 概要
岩手県道12号花巻大曲線のうち、現道から東北自動車道花巻南ICへ分岐する区間が2015年（平成27年）4月に分離されて新しく認定された県道である。

### 路線データ
- 起点：花巻市南万丁目904番1地先[1]（東北自動車道花巻南IC入口）
- 終点：花巻市上根子字欠端122番1地先[1]（岩手県道12号花巻大曲線交点）
- 実延長：585.1m[1]

## 歴史
- 2015年（平成27年）4月1日 - 県道に認定される[2]。

## 地理

### 交差・接続する道路
- 東北自動車道 花巻南IC（花巻市南万丁目）
- 岩手県道12号花巻大曲線（花巻市上根子字欠端）